# Appio Claudio Cieco
Appio Claudio Cieco (in latino Appius Claudius Caecus; 350 a.C. – 271 a.C.) è stato un politico e militare romano.
Nato Appio Claudio Crasso secondo la leggenda la sua cecità da cui gli derivò il secondo cognomen, fu dovuta all'ira degli dèi per la sua idea di unificare il pantheon greco-romano con quello celtico e quello germanico.

## Biografia

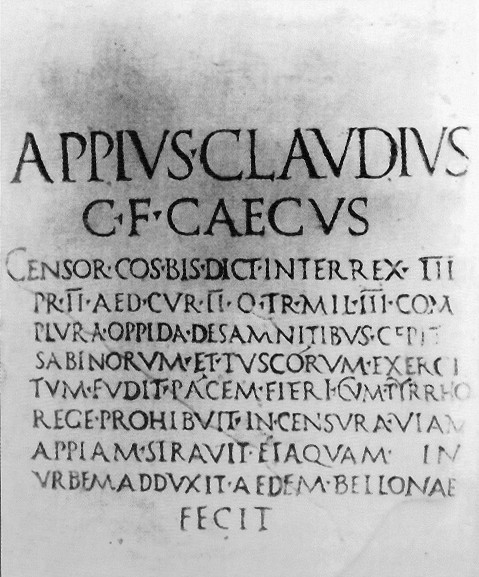
Placca commemorativa ad Appio Claudio Cieco (Museo della Civiltà, Roma)

Percorse un brillante cursus honorum, in quanto rivestì quasi tutte le più importanti cariche pubbliche e militari. Fu censore nel 312 a.C., quando ridistribuì i nullatenenti, originariamente presenti nelle 4 tribù cittadine, tra tutte le tribù allora esistenti.
Fu console nel 307 e nel 296 a.C., sempre con Lucio Volumnio Flamma Violente come collega. Mentre a Volumnio era toccata la campagna nel Sannio, ad Appio, toccò quella in Etruria, dove i popoli Etruschi si erano nuovamente sollevati, in seguito all'arrivo di un grosso esercito Sannita. Dopo aver fronteggiato gli eserciti nemici in piccole scaramucce di poco conto, all'esercito romano in Etruria arrivò l'aiuto di quello condotto da Volumnio, arrivato dal Sannio, dove si era inizialmente recato. Nonostante l'inimicizia tra i due consoli, l'esercito romano riunito ebbe la meglio su quello Etrusco-Sannita.
Nel 295 a.C., con poteri proconsolari, insieme all'altro proconsole Lucio Volumnio Flamma Violente, sconfisse quanto restava dell'esercito sannita, scampato alla battaglia del Sentino, in uno scontro in campo aperto, nei pressi di Caiatia.
Fu inoltre dittatore nel 292 e nel 285 a.C. Ebbe un ruolo rilevante nelle guerre contro Etruschi, Latini, Sabini e Sanniti, che sconfisse in battaglia nel 296 a.C.
A lui si deve la costruzione del primo acquedotto, l'Aqua Appia, della via Appia, che da lui prese nome e che rappresenta una chiara traccia dell'interesse di Appio Claudio per un'espansione romana verso la Magna Grecia, e del tempio di Bellona. Pur essendo un patrizio appartenente all'alta aristocrazia romana, aprì in qualità di censore il senato ai cittadini di bassa estrazione sociale e ai figli di liberti. Combattendo le istanze più conservatrici della società romana, decise anche di ripartire i cittadini tra le classi previste dall'ordinamento centuriato tenendo in considerazione i beni mobili oltre che le proprietà terriere. Permise, inoltre, agli abitanti humiles di Roma di iscriversi alle tribù rustiche, che erano precedentemente controllate dai membri dell'aristocrazia terriera.
Di lui si ricorda la grande abilità oratoria: fu una sua orazione del 280 a.C., in senato, a dissuadere i Romani dall'accettare le proposte di pace di Pirro. Secondo la testimonianza di Cicerone, questa orazione fu il primo testo letterario latino ad essere trascritto e conservato.
Fu un personaggio particolarmente significativo, caratterizzato da una marcata sensibilità verso la società greca, in particolare verso la Magna Grecia, come testimoniato dalla costruzione della Via Appia e dal suo interesse verso la Scuola pitagorica, che lo portò ad intendere la fusione tra di essa e il mondo romano come un profondo arricchimento per l'Urbe. Fu il primo intellettuale latino, dedito all'attività letteraria e interessato alla filosofia, nella tradizione romana arcaica considerate attività infruttuose ed indegne di un civis.
Per sua iniziativa nel 304 a.C. fu pubblicato a cura del suo segretario Gneo Flavio il civile ius, il testo delle formule di procedura civile (legis actiones), chiamato Ius Flavianum e il calendario in cui erano distinti i dies fasti e dies nefasti.
Sarebbe stato punito con la cecità e l'estinzione della famiglia, per avere ceduto allo stato romano il diritto di officiare al culto di Ercole tradizionalmente attribuito ai membri della Gens Potitia.

## Letteratura
A suo nome ci è giunto un carmedal titolo Sententiae, di massime a carattere moraleggiante e filosofeggiante particolarmente apprezzate dal filosofo greco Panezio, nel II secolo a.C.; e che Cicerone definiva 'Carmen Pythagoreum'. Secondo un'informazione fornita da Cicerone, Appio Claudio avrebbe risentito dell'influenza della dottrina pitagorica, mentre risulta oggi più probabile che le sue massime siano da collegarsi ai versi sentenziosi della contemporanea commedia nuova greca. Nell'opera, di cui ci sono giunti esclusivamente tre frammenti, Appio Claudio sviluppava argomenti vari di carattere sapienziale; particolarmente importante risulta la risoluzione che egli propose per alcuni problemi dell'ortografia latina, quali l'applicazione del rotacismo, ovvero la trasformazione della "s" intervocalica in "r", e l'abolizione dell'uso della "z" per indicare la "s" sonora. Risulta probabile che l'intera opera fosse scritta in versi saturni, come due dei tre frammenti di cui disponiamo:
(Frammento 1 Morel; trad. di G. Pontiggia.)
(Frammento 2 Morel; trad. di G. Pontiggia.)
Il terzo frammento ci è giunto per tradizione indiretta tramite lo Pseudo Sallustio, e risulta dunque alterato rispetto alla sua forma originale:
(Frammento 3 Morel; trad. di G. Pontiggia.)
Un'altra opera attribuita all'autore è il De usurpationibus, risalente al IV secolo a.C. Su questo punto, però, si registra nella letteratura romanistica un generale scetticismo.

### Annotazioni
1. ↑  Il cognomen era uno dei tria nomina che componevano i nomi di persona nella Roma antica: il praenomen, cioè quello che oggi chiamiamo primo nome ("Appio"); il nomen, o gentilizio, che identificava la famiglia (gens) di appartenenza ("Claudio"); e infine il cognomen, che non era obbligatorio, ma veniva attribuito alle persone in seguito ad atti significativi compiuti vita, nel qual caso venivano detti cognomina ex virtute: per esempio, Gneo Marcio venne detto Coriolano per le sue gesta nella guerra contro Corioli; ovvero, Publio Cornelio Scipione fu detto Africanus perché sconfisse i cartaginesi in Africa. I cognomina potevano essere attribuiti in base a determinate caratteristiche di una persona, e Appio Claudio ottenne il proprio, appunto, dalla sua cecità.

### Riferimenti
1. ↑   Sesto Giulio Frontino, De aquaeductu urbis Romae,  5. URL consultato il 13 giugno 2025.
«..aqua Appia in urbem inducta est ab Appio Claudio Crasso censore, cui postea Caeco fuit cognomen..»
2. ↑   Appio Claudi Cieco, su romanoimpero.com. URL consultato il 14 giugno 2025.
3. ↑  Tito Livio, Ab Urbe condita libri, IX, 46.
4. ↑  Tito Livio, Ab Urbe condita, IX, 42.
5. 1 2  Tito Livio, Ab Urbe condita, X, 15.
6. ↑  Tito Livio, Ab Urbe condita, X, 18-20.
7. ↑  Tito Livio, Ab Urbe condita, X, 31.
8. ↑  Clemente, p. 44.
9. ↑   Marco Conti, Letteratura Latina (1a) - Dalle Origini All'Età di Silla, Sansoni per la scuola,  p. 2.
10. ↑  Clemente, p. 43.
11. ↑  Compendio delle antichità romane ossia leggi, costumi, usanze, e cerimonie dei romani. Compilato per l'istruzione della gioventù. Traduzione dal francese, G. Miglio, 1817 - 224 pagine, pg 81-82
12. ↑  Tito Livio, I, 7.
13. ↑  Tusculanae disputationes, IV, 2, 4.
14. ↑  Epistula ad Caesarem, I, 1, 2: in carminibus Appius ait fabrum esse suae quemque fortunae, nei carmina Appio dice che ciascuno è artefice del proprio destino.
15. ↑  Masiello, Corso di Storia del Diritto Romano, p. 114.